# Палангский ботанический парк
Пала́нгский ботани́ческий парк (лит. Palangos botanikos parkas, ранее Парк Биру́те лит. Birutės parkas) — ботанический парк в Паланге, окружающий Палангский музей янтаря. Основан в 1897 году. Проект пейзажного плана по заказу графов Тышкевичей создал французский архитектор Эдуард Франсуа Андре.

## Описание
Площадь парка составляет 101,3 га, из них зелёные насаждения — 60 га, луга — 24,5 га, цветники — 0,5 га, водоёмы — 1,16 га. Принадлежащие парку пляжи и приморские парки простираются на 1,5 км. Различные асфальтированные тропы и дороги тянутся на 18 км. На территории парка расположены 8 строений различного назначения, 7 скульптур, множество малых архитектурных форм, оросительная система и декоративное освещение. Финансирование содержания парка осуществляется из средств самоуправления Паланги.

## Флора
Деревья были привезены в Палангу из Берлинского, Калининградского и других ботанических парков Европы.

## Фауна

### Птицы
По данным на 1992 год, в парке обитает 60 видов птиц:
Тут обитают вороны, снегири, зяблики, ямщики, большие синицы, лазоревки, московки, певчие дрозды, дерябы, рябинники, чёрные дрозды, садовые горихвостки, березовки, славки-завирушки, теньковки, веснички, серые славки, черноголовки, крапивники, лебеди-шипуны, кряквы, пустельги, кукушки, пёстрые дятлы, городские ласточки, скворцы, белые трясогузки.
Также возможно тут живут серые неясыти, средние дятлы, витютени, серые вороны, пищухи, пересмешки, ястребиные славки, садовые славки, корольки, зарянки, восточные соловьи, болотные гаички, буроголовые гаички, хохлатые синицы, европейские вьюрки, зеленушки, черноголовые щеглы.
Регулярно встречаются озёрные чайки, чёрные стрижи, ласточки-касатки.
Изредка на глаза попадаются желны, серые цапли, домовые воробьи, полевые жаворонки, жёлтые трясогузки, белобровики, домашние голуби.
Из экзотических видов тут обитают павлины.

### Млекопитающие
В парке обитают лоси, косули, кабаны, лисицы, куницы, горностаи, ласки, зайцы-русаки, белки, ежи, европейские мыши, серые полёвки, землеройки, европейские кроты, летучие мыши.

### Земноводные
Из земноводных в парке обитают травяные и прудовые лягушки.

### Рептилии
Встречаются обыкновенные ужи.